# 罗伯特·克劳肖
罗伯特·克劳肖（英語：Robert Crawshaw，1869年3月6日—1952年9月14日），英国男子游泳、水球运动员。他曾代表英国曼彻斯特奥斯本游泳俱乐部参加1900年夏季奥林匹克运动会水球比赛，获得一枚金牌。